# Braccio di Ferro (personaggio)
Braccio di Ferro (Popeye) è un personaggio immaginario creato dal fumettista statunitense Elzie Crisler Segar, apparso in strisce giornaliere e tavole domenicali a fumetti e in cartoni animati cinematografici e televisivi. Esordisce il 17 gennaio 1929 nella striscia a fumetti Thimble Theatre (traducibile come “piccolo teatro”),come personaggio minore e che successivamente viene ribattezzata "Popeye", grazie all'inaspettato successo del personaggio. La sua prima comparsa in Italia è nel marzo 1935 su una tavola dal titolo "Il teatro dei bei tipi".
Fra i più celebri personaggi dei fumetti di tutti i tempi, raggiunge presto una notevole popolarità, tanto che nel 1933 gli viene dedicata un'omonima serie di cortometraggi animati cinematografici realizzati dai Fleischer Studios che divenne da subito molto popolare al punto che la sua fama è ora più legata ad essa.
Nel corso degli anni il personaggio è apparso anche in comic book, in cartoni animati televisivi, in videogiochi, pubblicità ed è stato oggetto di un diffuso merchandising; nel 1980 il regista Robert Altman ne trasse un film; nel 2002 TV Guide classificò il personaggio al 20º posto nella sua lista dei "50 Greatest Cartoon Characters of All Time", mentre LiveAbout lo classificò all'8º posto nella lista "The Top 50 Cartoon Characters of All Time". Nel 1995 fu una delle venti serie a fumetti incluse nella serie commemorativa di francobolli statunitensi Comic Strip Classics.
Dal 1º gennaio 2025 il personaggio è divenuto di pubblico dominio.

## Genesi del personaggio

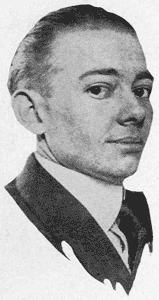
Elzie Segar, il creatore di Braccio di Ferro

Il personaggio venne ideato dal fumettista Segar inizialmente come comprimario all'interno della serie di fumetti a strisce The Thimble Theatre quando Castor Oyl, protagonista iniziale della serie, vuole partire per l'Africa ma prima deve trovare un marinaio in grado di condurre la nave e incontra Popeye, un tipo magro, guercio da un occhio e dalla parlata molto caratteristica. Dopo le prime apparizioni, Segar decide di promuoverlo a protagonista della serie che viene anche ribattezzata con il suo nome. L'esuberante e irascibile Popeye è sempre pronto a venire alle mani per risolvere le questioni anche grazie alla sua formidabile forza la quale, inizialmente, non è chiaro da cosa gli derivi, ma in seguito Segar fornirà una giustificazione negli spinaci che fa ingurgitare al personaggio (espediente riproposto nei cartoni e destinato a diventare il segno distintivo del personaggio).
Il taglio del disegno è scarno ed essenziale. A differenza di altri fumetti contemporanei, come Flash Gordon, le vignette sono disegnate in maniera tale da prediligere il tratto e l'effetto. I paesaggi dello sfondo sono privi di molti dettagli.
Popeye parrebbe ispirato a Frank "Rocky" Fiegel (1868-1947), compaesano di Segar, noto per essere un attaccabrighe e che viveva di lavori occasionali come operaio e barista.

## Storia editoriale

### Thimble Theatre (Popeye)
Il personaggio comparve per la prima volta nella striscia Thimble Theatre che Segar disegnava ormai da dieci anni e ne divenne rapidamente il protagonista facendola diventare una delle serie a fumetti del King Features Syndicate più popolari degli anni trenta. La striscia Thimble Theatre veniva pubblicata già dal 19 dicembre 1919 sul New York Journal (un giornale gestito da William Randolph Hearst, proprietario del King Features) riscuotendo un discreto successo ma non confrontabile con la fama che raggiungerà con l'introduzione del personaggio di Popeye che era stato inserito come comparsa per un singolo episodio e destinato, nelle intenzioni originali dell'autore, a scomparire con la conclusione della vicenda narrata (striscia del 17 gennaio 1929). I protagonisti della striscia erano Castor Oyl e sua sorella Olivia, la quale diverrà poi l'eterna fidanzata di Popeye, un marinaio guercio dalla parlata sgrammaticata e piuttosto scorbutico nell'episodio La gallina fischiona africana (Whiffle Hen), assunto da Castor per condurre una nave. Da questo esordio raggiunge un apprezzamento da parte del pubblico tale da spingere il suo autore a renderlo il personaggio di punta della striscia. Questa caratterizzazione del personaggio per opera di Segar è molto diversa da quella che si troverà nei cortometraggi nei quali lo schema narrativo si chiude solitamente con una inevitabile scazzottata e con l'aiuto in extremis di una scatola di spinaci dalla quale attingere la forza per sconfiggere il nemico di turno. Nelle prime storie infatti gli spinaci non compaiono. Nei fumetti il personaggio è protagonista di storie di ampio respiro e in cui, oltre a lui, vi sono altri protagonisti di vicende che, attraverso la successione di strisce quotidiane, sviluppano trame lunghe e complesse. Alle storie realizzate in strisce quotidiane e utilizzate per narrare racconti lunghi e articolati si affiancheranno poi le tavole domenicali. Segar realizzerà una trentina di storie fino alla sua morte, nel 1938.
Dal 1938 la striscia venne continuata da Tom Sims fino al 1954 e poi da Ralph Stein fino al 1959 per i testi mentre per i disegni delle strisce giornaliere da Doc Winner fino al 1939 e per quelli delle tavole domenicali Joe Musial fino al 1939 per poi passare a Bill Zaboly che disegnerà il personaggio fino al 1959, perdendo però col tempo il loro originario mordente e diventando quasi esclusivamente umoristiche. Successivamente l'assistente di Segar, Bud Sagendorf, si occuperà delle strisce quotidiane e delle tavole domenicali dal 1959, infondendole nuova vitalità e lavorandoci per quasi trent'anni quando nel 1986 passerà il compito di realizzare le strisce a Bobby London che le disegnerà fino al 1992 mentre continuerà a dedicarsi solo alle tavole fino al 1994 quando Hy Eisman porterà avanti le storie del personaggio nella sola versione a tavole domenicali. Dal lunedì al sabato vengono quindi pubblicate ristampe delle strisce di Bud Sagendorf mentre la domenica viene pubblicata una tavola inedita realizzate dal 1994 da Hy Eisman.

#### Ristampe e pubblicazioni in altre lingue
All'estero le storie a strisce realizzate da Segar sono state a lungo prive di una edizione completa e organica.
La pubblicazione in Italia delle storie di Braccio di Ferro è stata abbastanza discontinua sebbene siano state pubblicate già negli anni Trenta su diverse testate ma per molto tempo non si è riusciti ad averne una edizione integrale ma nonostante questo ha subito goduto di vasta fama venendo pubblicato su varie testate sin dal 1935 soprattutto della Mondadori. Nel 1939 vengono pubblicati come supplementi alla collana Albi d'Oro prima serie della A.P.I. Anonima Periodici Italiani (denominazione della Mondadori) 13 volumi che presentano la ristampa sia delle strisce giornaliere che delle tavole domenicali già apparse su testate dell'Editore Lotario Vecchi e della Mondadori, con l'aggiunta di materiale inedito. Nel secondo dopoguerra continua a essere pubblicato per vari editori comparendo anche sulla rivista culturale Il Politecnico diretta da Elio Vittorini ed edita da Einaudi.
Le ristampe continuano negli anni sessanta su una testata dedicata edita da Giuseppe Vita Editore per 12 numeri dal 1962 al 1963 e omonima del personaggio che ripropone le storie disegnate da Sagendorf e, negli ultimi numeri, da Segar mentre sul quotidiano L'Unità tra il 1962 e il 1967 viene proposta la versione a strisce giornaliere di Sagendorf e Zaboly mentre quella di Segar sono state pubblicate sulla rivista Linus. Durante gli anni settanta le strisce giornaliere di Sagendorf vengono pubblicate sul quotidiano Paese Sera e sul supplemento Paese Sera Domenica tra il 1974 e il 1979. Il personaggio continua a essere riproposto anche negli anni ottanta e novanta sul Radiocorriere TV e su alcuni supplementi della rivista Lupo Alberto edita da Macchia Nera. Molte delle storie originali di Segar sono state pubblicate anche negli Oscar Mondadori, in una serie di dieci albi dall'editore Comic Art (1994-1995) che hanno riproposto quasi tutte le vignette originali di Segar del periodo che va dal 1929 al 1938; successivamente la Rizzoli ha pubblicato un volume dedicato al personaggio nella collana I classici del fumetto della Biblioteca Universale Rizzoli nel 1999; Planeta de Agostini ha ristampato due volumi di grande formato, strisce giornaliere e tavole domenicali a colori senza però terminare la collana. I volumi sono la traduzione dei primi 2 numeri dell'edizione Popeye edita da Fantagraphics Books nel 2012 e composta da 6 volumi.
Ad oggi, l'opera più completa che raccoglie tutte le pubblicazioni delle strisce giornaliere e delle tavole domenicali di Segar è Popeye edita da La Gazzetta dello Sport curata da Luca Boschi e composta da 60 albi brossurati ed uscita in edicola con cadenza settimanale tra il 2017 e il 2018.

### Popeye/Popeye the Sailor
In America fu pubblicata la collana a fumetti Popeye (Popeye the Sailor dal numero 66) dal 1948 al 1984, composta da 171 numeri con storie inedite.

### Braccio di Ferro(Edizioni Bianconi)
Il personaggio è stato anche protagonista di storie realizzate in Italia e pubblicate dall'editore Bianconi che, dagli anni sessanta, su licenza del King Features Syndicate, incaricò i suoi autori italiani di realizzare un restyling del personaggio mirato al pubblico infantile che portò alla pubblicazione di varie testate in formato libretto sull'onda del successo di Topolino della Mondadori che godranno per decenni di un importante successo che porterà le storie italiane a venire prodotte e ristampate più volte per almeno cinquant'anni e a venire acquistate anche da editori stranieri. La collana venne pubblicata in Italia dal 1963 al 1994 dall'Editoriale Metro fondata dall'editore Renato Bianconi e conteneva storie inedite realizzate in Italia caratterizzate da una profonda rivisitazione del personaggio originario modificandone i contenuti per potersi rivolgere a un pubblico infantile, presentano una propria originalità introducendone nuovi personaggi o recuperandone altri poco presenti nella versione originaria americana e conferendogli estrema rilevanza o rinominandone altri.

## Media

### Animazione

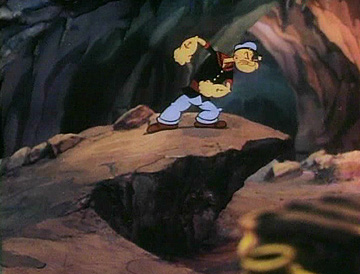
Braccio di Ferro in una scena del corto Braccio di Ferro incontra Alì Babà e i quaranta ladroni (1937)

Nel 1933 i Fleischer Studios di Max e Dave Fleischer adattarono i personaggi di Thimble Theatre per una serie di cortometraggi animati cinematografici intitolata Braccio di Ferro; i Famous Studios della Paramount Pictures ne continuarono la produzione fino al 1957, realizzandone oltre duecento.
Successivamente furono prodotte altre serie di cartoni animati per la televisione:
- Collericamente Vostro Braccio di Ferro (Popeye The Sailor), prodotta dalla divisione televisiva del King Features Syndicate e trasmessa dal 1960 al 1962;
- Le nuove avventure di Braccio di Ferro (The All-New Popeye Hour), prodotta da Hanna-Barbera Production e King Features Syndicate e andata in onda dal 1978 al 1983;
- Che papà Braccio di Ferro (Popeye and Son), prodotta da Hanna-Barbera Production e King Features Syndicate e trasmessa nel 1987.

Nel 2004 è stato distribuito un film d'animazione direct-to-video dal titolo Il viaggio di Natale di Braccio di Ferro (Popeye's Voyage: The Quest for Pappy), creato in occasione del 75º anniversario della nascita del personaggio.

### Cinema
- Nel 1980 il regista statunitense Robert Altman diresse il film Popeye - Braccio di Ferro ispirato al personaggio di Segar e vide l'esordio cinematografico dell'attore Robin Williams.[7][8]
- In realtà, risale a due anni prima la prima pellicola "in carne e ossa" sulle avventure di Braccio di Ferro: il film italiano di Emimmo Salvi, Pugni dollari & spinaci (1978)[30], è una favola ispirata all'atmosfera dei cartoons americani, dove un commerciante di spinaci è ossessionato dal noto personaggio dei fumetti. Di scarsa distribuzione al cinema e in tv[31], a parte una breve apparizione nell'home video per la label CVR[32], sul set del film si intravedono, tra i poster, i disegni italiani di Braccio di Ferro[32]. Per le immagini tratte dalle serie a fumetti, nei titoli di coda, si indicano i copyright dovuti sia al distributore esclusivo Opera Mundi di Milano che alla King Features Syndicate di New York[33].
- Un film d'animazione in computer grafica prodotto da Sony Pictures Animation sarebbe dovuto uscire nel 2016, tuttavia, nel 2015 il regista Dženndi Tartakovskij ha annunciato la cancellazione del progetto, nonostante fosse già stato pubblicato un trailer.[34] Il 12 maggio 2020 lo stesso regista ha dichiarato di essere tornato al lavoro sul film per conto della King Features Syndicate, detentrice dei diritti originali del personaggio, il 19 marzo 2024 è stata annunciato un nuovo film Live Action di Braccio di Ferro prodotto dalla King Features Syndicate e Chernin Entertainment.

## Caratteristiche del personaggio
Braccio di Ferro è un vecchio marinaio, guercio di un occhio, con una pipa sempre in bocca; ha un corpo nerboruto con gambe corte e avambracci sproporzionati, entrambi col tatuaggio di un'ancora. Il personaggio, rude e scorbutico, è un eroe che soccorre fanciulle in pericolo e vive straordinarie avventure in giro per il mondo. Fortissimo di suo, ricorre in casi estremi agli spinaci che gli conferiscono una forza e una resistenza incredibili che gli consentono di abbattere i suoi avversari.
Braccio di Ferro sembra privo di buone maniere e ignorante, eppure spesso escogita soluzioni a problemi che sembrano insormontabili per la polizia o la comunità scientifica.Ha inoltre dimostrato abilità investigative, ingegno scientifico o argomentazioni diplomatiche semplificate. È rappresentato come un duro con un cuore d'oro, che preferisce non picchiare i piantagrane o i bulli, a meno che non sia costretto a reagire. È coraggioso e compassionevole, poiché non si tira indietro di fronte a nessun nemico e non sopporta di vedere i deboli e gli indifesi essere maltrattati. 
Nei cartoni animati la sua pipa si dimostra anche molto versatile; tra le altre cose, è servita come fiamma ossidrica, un motore a reazione, un'elica, un periscopio e, naturalmente, un fischietto con cui produce il suo caratteristico suono. A volte mangia gli spinaci attraverso la sua pipa, aspirandoli dalla scatola. Dagli anni 70, Braccio di Ferro usa raramente la sua pipa per fumare tabacco.
Essendo un marinaio, ama il mare e non si lascia sfuggire l'occasione di un'avventura, e sebbene a volte sia una specie di cacciatore di tesori, non è avido. Detesta mostri, fantasmi e altri terrori del genere, avendone affrontati diversi lui stesso e preferisce fingere che non esistano. Ama profondamente la sua amata Olivia Oyl, nonostante il loro difficile inizio, e farebbe di tutto per proteggerla e renderla felice, dimostrando di essere un uomo molto cavalleresco e romantico, nonostante la sua natura rude, dura e burbera. È molto affettuoso anche con suo figlio adottivo Pisellino.

## Personaggi diThimble Theater/Braccio di Ferro
- Braccio di Ferro (Popeye): il protagonista della serie. Appare nel 1929, circa dieci anni dopo l'inizio della serie (1919) e diventa così popolare da soppiantare i personaggi originali. All'inizio viene presentato come un uomo decisamente anziano: non appena incontrato il successo, la sua età scende a circa 40 anni.[7][8]
- Olivia Oyl (Olive Oyl): alta e magra, è la sorella di Dante Bertolio. Malgrado l'apparenza, può essere molto forte e combattiva. Inizialmente fidanzata di Aroldo Granragù, in seguito Olivia diventa la fidanzata a tempo pieno di Braccio di Ferro.[7][8]
- Dante Bertolio (Castor Oyl): fratello maggiore di Olivia. Molto duro di carattere, è inizialmente un investigatore privato e in seguito capo di un'agenzia investigativa onnipresente sull'intero pianeta.
- Aroldo Granragù (Harold Hamgravy, o Ham Gravy): è stato il primo fidanzato di Olivia rimpiazzato in seguito da Braccio di Ferro.[7][8]
- Signori Oyl: genitori di Olivia e Castor.
- Strega del mare/Strega Bacheca (Sea Hag): inizialmente una donna pirata armata di fucile, quindi una strega vera e propria. Nella serie a fumetti è il nemico più ricorrente di Braccio di Ferro (qualche volta tuttavia compare come alleata). Ha l'aspetto di una vecchia magra e vestita di nero. Può assumere l'aspetto di una bella fanciulla. Appare per la prima volta contemporaneamente all' esordio di Braccio di Ferro. In seguito il disegnatore Bud Sagendorf modifica il suo aspetto e il suo ruolo. Assente nelle prime due serie di cartoni animati.[8]
- Poldo Sbaffini (J. Wellington Wimpy): scroccone, adulatore, imbroglione e perennemente affamato di hamburger da imprimerevi grandi morsi ogni volta che ne ha uno in mano, è il migliore amico di Braccio di Ferro. Spesso risulta il personaggio più amichevole della comitiva, tanto da essere in buone relazioni perfino con la Strega di Mare. (Nel cartone animato è, per lo più, una spalla comica).[5][6][7][8]
- Pisellino (Swee' Pea): trovatello adottato da Braccio di Ferro. È il re di Demonia.
- Junior: figlio biologico di Braccio di ferro e Olivia.
- Bluto/Bruto (Bluto/Brutus, talora tradotto nei fumetti italiani come "Timoteo"): capo di una banda di pirati. Compare nel fumetto di Segar in una sola storia ("L'Ottavo Mare"), come avversario. Viene ripreso da Bud Sagendorf e reso membro regolare della serie.[8]
- Grissino: un gigante buono amico di Braccio di Ferro. È noto per la sua enorme fortuna.
- Jack Snork: compare nella prima avventura di Braccio di Ferro e arriva molto vicino a ucciderlo (sparandogli). Ricompare in una storia molto più avanti, con una maschera da misterioso omaccione barbuto.
- Alice/Teresa la Goon/la Racchia (Alice The Goon), una donna appartenente allo strano popolo dei Goon. Dapprima schiava della Strega di Mare, diventa poi amica di Braccio di Ferro, che le affiderà la cura di Pisellino.[8]
- Oscar: marinaio dai denti sporgenti. Cambia spesso lavoro.
- Fusto/Toro (Toar): gigantesco, devoto e molto forte, è un uomo dell'Età della Pietra arrivato fino ai giorni nostri. Inizialmente avversario di Braccio di Ferro, diventa in seguito suo amico. Compare per la prima volta nella storia La sorella della Strega di Mare.
- Barbaspina (George W. Geezil): un individuo dalla lunga barba nera, lenti, bombetta e apparenza trasandata (nelle intenzioni di Segar, doveva mettere alla berlina gli Ebrei americani, di cui riprende lo stereotipo[senza fonte]). Rivale di Poldo Sbaffini,  il quale lo ignora elegantemente quando non lo tratta con condiscendenza. Ama lamentarsi a voce alta del cibo che mangia, compreso quello preparato da lui. In una storia si scopre che ha aperto un ristorante continuando ovviamente a lamentarsi della qualità del cibo finché un giorno Braccio di Ferro non gli fa notare che è strano.
- Casagrossa (Rough House): cuoco locale. Ha un ristorante. Spesso ha problemi a farsi pagare da Poldo Sbaffini. Nella serie animata si chiama Salsiccia, talvolta anche Bettolacci.
- Poopdeck Pappy (adattato nelle edizioni italiane come Babbo di Bordo, Braccio di Legno o Trinchetto): padre di Braccio di Ferro. Di aspetto quasi identico al figlio, tranne che per la barba e i tatuaggi, ne ha tutti i difetti e pochissimi pregi. Maleducato, rissoso, smodatamente amante del vino, donnaiolo e incivile. Finirà anche in galera, ma ne verrà cacciato fuori per cattiva condotta.[7][8]
- Re Blozo (King Blozo): sovrano di Nazilia, un regno disastrato. Adora i fumetti e viene preso a calci dai suoi amati sudditi.
- de Rughi (van Ripple): un vecchio mega-miliardario piuttosto alla mano. Amico entusiasta di Braccio di Ferro e suo compagno occasionale in alcune avventure (Far West, Nazilia, luoghi esotici).
- Giugi/June (June van Ripple): figlia del suddetto miliardario: giovane, bella, intelligente, viene salvata da Braccio di Ferro e se ne innamora perdutamente. Compare per la prima volta nella storia Amore e soldi.
- O.G. Wotasnozzle: scienziato e inventore eccentrico. Apparizione sporadica. Compare come personaggio regolare nella serie Sappo, sempre di Segar.

### Animali
- Gallina fischiona (Whiffle Hen): uccello di medie dimensioni, ali microscopiche; vola. La femmina ha un corpo di forma vagamente cubica, il maschio ha forma conica.
  - Poteri: fortuna.
  - Prima apparizione: 1929, nella stessa storia in cui compare Braccio di Ferro.
- Eugenio il Gip (Eugene the Jeep): animaletto multidimensionale spacciato a volte per cane, che si nutre solo di orchidee, ha una sorta di onniscienza e risponde sempre la verità.[7][8]
  - Poteri: oracolo, autosmaterializzazione.
  - Prima apparizione: 16 marzo 1936.
- Uccello della pioggia (the Rainbird): uccello di piccole dimensioni.
  - Poteri: controllo del tempo atmosferico.
  - Prima apparizione: 1939.
- Pappagallo cinese nero: parla correntemente cinese, inglese e francese. Intelligente, astuto e rompiscatole. Nulla si sa per le altre lingue. Ali minuscole.
- Cane-PLUTT (o cane-smorfia): un cane che fa le boccacce. Smette quando gli vengono dati da mangiare spinaci. Cane di piccole-medie dimensioni.
- Uccello porta-jella: vive nella Nazilia del Nord. Si ignora se il suo appellativo sia veramente giustificato.
- Avvoltoio della Strega di Mare: di grandi dimensioni e "forte come un elefante", secondo le parole di Braccio di Ferro. Obbedisce alla sua padrona e rapisce le persone.

### Personaggi delle serie a cartoni animati
- Braccino, Braccetto e Bracciotto: nipotini di Braccio di ferro. Compaiono solo nella serie animata (spesso, ma non sempre, si aggiunge un quarto, Bracciolo, Braccione o Braccio Junior). A loro non piacciono gli spinaci, ma li mangiano in caso di serio pericolo.
- Madre di Braccio di Ferro: appare solo negli episodi a cartoni animati che parodiano fiabe famose.

### Nomi nelle diverse edizioni italiane
I nomi di alcuni dei personaggi variano a seconda delle edizioni. Talvolta sono utilizzati i nomi originali.
- Castor Oyl/Dante Bertolio. Il personaggio è chiamato Castor nell'edizione degli Oscar Mondadori del 1971.
- Fusto (Oscar Mondadori, 1971)/Toro[senza fonte]
- de Rughi (Linus, 1971[senza fonte]) / van Ripple
- Su Linus n. 1 Olivia viene chiamata Oliva.

## Influenza culturale
Il personaggio di Braccio di Ferro è stato usato nella pubblicità o come mascotte da diverse aziende, società ed enti, in vari settori.
In ambito calcistico italiano è il simbolo della frangia del tifo organizzato Granata South Force del club della Salernitana.
Nell'estate del 1976, a Tokyo viene fondata Popeye - Magazine for City Boys, la prima rivista giapponese di moda e attualità rivolta ai ragazzi. Fu scelto questo nome perché il figlio del fondatore della rivista era un grande fan di Braccio di Ferro.

### Spinaci
Ritenuto un alimento ad alto contenuto di ferro, gli spinaci furono associati alla forza sovrumana del personaggio, invogliando il consumo nell'infanzia nell'epoca della Grande depressione in un contesto di una diffusa malnutrizione, perpetuando a lungo l'idea dell'effetto benefico nonostante analisi accurate stabilissero un tasso di circa 3 mg per 100 g di foglie fresche, assai minore di quanto propagandato. La popolarità di Braccio di Ferro ha contribuito ad aumentare le vendite di spinaci, e uno studio del 2010 ha confermato che molti bambini hanno aumentato il consumo di verdure dopo aver visto i cartoni animati su Braccio di Ferro. Favorì anche la fortuna dei coltivatori di spinaci, tanto che nella località texana di Crystal City gli venne eretto un monumento commemorativo.

### Da Braccio di Ferro a Super Mario
Grazie al personaggio di Braccio di ferro nacque uno dei personaggi videoludici più iconici al mondo, ovvero Super Mario. Mario apparve per la prima volta nell'arcade game Donkey Kong, frutto delle modifiche apportate da Shigeru Miyamoto a un videogioco su Braccio di ferro di cui la Nintendo aveva perso la licenza. La trama era appunto basata sulla serie Braccio di ferro: il forzuto marinaio e Olivia vennero sostituiti da Mario (all'epoca conosciuto con il nome di Jumpman) e dalla fidanzata Pauline, mentre per il ruolo di Bluto venne scelto un epigono di King Kong, chiamato Donkey Kong, che Jumpman doveva raggiungere scalando un edificio in costruzione

## Riconoscimenti
- Mostra “Strong to the Finich! An Official Popeye Tribute Art Show” il 5 settembre 2014 presso Hero Complex Gallery di Los Angeles per l'85º compleanno del personaggio (la prima apparizione in ‘Thimble Theatre’ di Segar è del ’29) con il contributo di più di cento artisti.[44]

## Videogiochi
I videogiochi ufficiali su Braccio di Ferro non appartengono a un'unica serie e sono poco collegati tra loro.
- Popeye (1982, arcade e conversioni)
- Popeye no eigo asobi (1983, Famicom)
- Popeye (1985, home computer)
- Popeye (1990, Game Boy)
- Popeye 2 (1991, home computer)
- Popeye 2 (1991, Game Boy)
- Popeye 3: WrestleCrazy (1992, home computer)
- Popeye: Ijiwaru majo seahag no maki (1994, Super Famicom)
- Popeye: Beach Volleyball (1994, Game Gear)
- Popeye and the Quest for the Woolly Mammoth (1997, Windows)
- Popeye: Rush for Spinach (2005, Game Boy Advance)